# 人命牲吃
《人命牲吃》（英語：Eating You Alive）是一部2018年美國紀錄片，由小保羅·大衛·肯納默執導，講述美國人為何患有心血管疾病、糖尿病、肥胖症、自身免疫性疾病等慢性疾病，以及是否可以改變結果。紀錄片2018年4月5日在美國正式上映。

## 製作及發行
《人命牲吃》由小保羅·大衛·肯納默編導，山繆·傑克森（電影演員）、詹姆斯·卡麥隆（電影導演）、尼爾·D·巴納德（作家兼臨床研究員）、喬爾·傅爾曼（家庭醫生）、麥克·葛雷格（醫生）和迪恩·奧尼許（醫生）等名人出鏡。劇組為了拍攝本片，飛遍全國，採訪了科研人員和醫生，以及電影明星、美食家和平民。《人命牲吃》2018年4月5日在美國上映，放映影院達569家。

## 外部連結
- 互联网电影数据库（IMDb）上《人命牲吃》的资料（英文）